# Operophtera remotata
Operophtera remotata är en fjärilsart som beskrevs av George Duryea Hulst 1895. Operophtera remotata ingår i släktet Operophtera och familjen mätare. Inga underarter finns listade i Catalogue of Life.